# Eagle Rock (Virginia)
Eagle Rock es un lugar designado por el censo ubicado en el condado de Botetourt en el estado estadounidense de Virginia. En el Censo de 2020 tenía una población de 209 habitantes y una densidad poblacional de 113,59 habitantes por km². Se encuentra a orillas del río James.

## Geografía
Eagle Rock se encuentra ubicado en las coordenadas 37°38′26″N 79°48′04″O / 37.64056, -79.80111. Según la Oficina del Censo de los Estados Unidos,  tiene una superficie total de 1,84 km², todos correspondientes a tierra firme.